# بستنی (فیلم ۱۹۸۶)
«بستنی» (انگلیسی: Ice Cream) یک فیلم است که در سال ۱۹۸۶ منتشر شد.